# Diaforesis
La diaforesis es el término médico utilizado para referirse a una excesiva sudoración, que puede ser normal (fisiológica), resultado de la actividad física, una respuesta emocional,  temperatura del ambiente, también por un trauma, síntoma de una enfermedad subyacente o efectos crónicos de las anfetaminas (patológica).

## Etiología
- Granulomatosis de Wegener
- Temperaturas ambientales (cálidas)
- Fiebre, suele provocar sudoración para enfriar el cuerpo.
- Menopausia
- Hiperactividad del tiroides (las manos tiemblan, el cabello se hace más delgado, la piel es suave y el pulso es rápido)
- Los diabéticos que están recibiendo insulina o medicamentos orales experimentan sudor frío cuando el azúcar en sangre baja demasiado
- Pacientes que reciben radioterapias o quimioterapias
- Pacientes que están expuestos a estrés consecutivamente
- La sudoración periódica en las noches sin una causa obvia puede ser causada por una infección o malignidad subyacente.
- Estimulación emocional o psicológica (estar o pensar en situaciones difíciles)
- Ejercicio
- Comidas condimentadas (conocido como sudoración gustativa)
- Drogas y medicamentos (como los antipiréticos, cafeína, morfina, algunos antipsicóticos, parasimpatomiméticos, hormonas tiroideas e inhalantes)
- Abstinencia de alcohol o analgésicos narcóticos
- Infarto Agudo de Miocardio

## Patogenia
En la mayoría de los casos, la sudoración es perfectamente natural, especialmente al hacer ejercicio, cuando hace calor o frente a una respuesta emocional (al estar enojado, avergonzado, nervioso, con miedo o ansioso).
Sin embargo, se le debe prestar atención cuando está acompañada de fiebre, pérdida de peso, molestia torácica, dificultad para respirar, palpitaciones u otras causas físicas.

## Diagnóstico
Se hace la historia médica y se realiza un examen físico.
Las preguntas para una documentación detallada de la historia médica de una sudoración excesiva pueden ser:
- Localización:
  - ¿Se presenta en la cara o en palmas de las manos?
  - ¿Se presenta en todo el cuerpo?
- Patrón de tiempo:
  - ¿Ocurre en la noche?
  - ¿Comenzó repentinamente?
  - ¿Cuánto tiempo la ha tenido?
- Factores agravantes:
  - Ocurre como respuesta a recuerdos de un evento traumático?
- Otras:
  - ¿Qué otros síntomas están presentes?
  - ¿Se ponen las manos frías y húmedas?
  - ¿Hay fiebre?

Los exámenes de diagnóstico que pueden realizarse son:
- Exámenes de sangre, dependiendo de la causa que se sospecha
- Radiografías u otros estudios imagenológicos dependiendo de la causa que se sospecha

## Tratamiento
Después de un episodio de sudoración inusual, se deben secar la cara y el cuerpo y cambiar las ropas, tanto de vestir como de cama que estén mojadas. Es necesario reemplazar los líquidos corporales perdidos tomando bastante agua. La temperatura ambiente debe mantenerse moderada para evitar sudoraciones adicionales.
Para la sudoración causada por la menopausia, se debe consultar con el médico sobre la terapia de reemplazo de estrógenos.
Se debe llamar al médico si:
- La persona está diaforética
- Si hay una sudoración prolongada, excesiva e inexplicable
- La sudoración está acompañada o seguida de un dolor en el pecho o presión
- La sudoración está acompañada de pérdida de peso o se presenta principalmente en las noches mientras se duerme

De ser necesario, se deben reemplazar los líquidos y electrolitos, así como tratar la causa subyacente si se identifica. Luego de visitar al médico, es posible que la persona desee anotar el diagnóstico en relación con la sudoración excesiva en su registro médico personal.
- Datos: Q3026331